# 플레이어 오브 더 매치
플레이어 오브 더 매치(Player of the match)는 한 경기 내에서 가장 좋은 플레이를 펼친 선수 한 명에게 주는 상이다. 1980년대 크리켓 경기에서 주로 사용된 것으로 알려져있으며, 오늘날에는 많은 스포츠에서 사용되고 있는 용어다. 경기 내 어느 팀에 속한 선수든지 받을 수 있으나, 주로 승리를 거둔 팀에서 선발된다. 미국에서는 이 용어보다 최우수 선수 (Most Valuable Player)라는 표현이 사용되며, 호주에서는 베스트 앤 페어리스트 (Best and Fairest)라는 표현이 사용된다.

## 축구
축구에서는 과거 맨 오브 더 매치(Man of the Match)라고 불렸는데 주로 승리를 거둔 팀에서 기여도가 가장 높은 선수들에게 이 상이 주어진다. 해트트릭을 기록한 공격수나 클린시트를 기록한 골키퍼가 주된 수여 대상이다. 모든 나라의 리그 혹은 대회에서 이 상이 공식적으로 수여되지는 않는다. 공식적인 맨 오브 더 매치 상이 없는 경우, 신문사 등 언론에서 발표하는게 일반적이다. 
여자 축구에서는 우먼 오브 더 매치(Woman of the match)를 사용하기도 하였으나 FIFA 주관 대회의 경우 2019년 FIFA 여자 월드컵부터 플레이어 오브 더 매치(Player of the match)로 변경되었고 남자 축구의 경우도 2022년 FIFA 월드컵부터 FIFA에서 맨 오브 더 매치 대신에 플레이어 오브 더 매치(Player of the match)로 변경되었다.

### 잉글랜드
프리미어리그에서는 맨 오브 더 매치 대상이 되는 선수에게 높이 20cm, 가로/세로 너비 6.4cm이고, 금색과 흑색으로 이루어진 트로피를 수여한다.

### 대한민국
K리그는 2010년도부터 공식적으로 시행하였다.

## 오스트레일리안 풋볼
오스트레일리안 풋볼에서는 본래 베스트 온 그라운드 (Best On Ground; BOG)라는 명칭으로 불렸다. 대상이 되는 선수들은 티쏘를 수여받는 것이 전통이 되었다. 상은 오스트레일리안 풋볼 리그에 의해 공식적으로 발표된다.

## 크리켓
크리켓에서는 1980년대부터 정식적인 상으로 등극했다. 크리켓에서는 매우 높은 확률로 이긴 팀 선수에게 수여된다.

## 게일릭 풋볼
게일릭 풋볼은 현지 언어로는 히어로 오브 더 게임 (아일랜드어: Laoch na hImeartha, Hero of the Game)이라는 표현이 사용되기도 한다.

## 하키
하키에서는 한 명이 아닌 세 명의 선수를 선발하여 쓰리 스타즈 (Three Stars)라는 용어로 대체하고 있다.

## 럭비
럭비에서는 한 경기내에서 지속적으로 좋은 활약을 펼친 선수에게 수여한다.